# Patinaj viteză la Jocurile Olimpice de iarnă din 2018 - 10.000 metri (masculin)
Proba de patinaj viteză 10.000 metri masculin de la Jocurile Olimpice de iarnă din 2018 de la Pyeongchang, Coreea de Sud a avut loc pe 15 februarie 2018 la Gangneung Oval, Gangneung.

## Program
Orele sunt orele Coreei de Sud (ora României + 7 ore).
| Dată         | Ora         | Rundă  |
| ------------ | ----------- | ------ |
| 15 februarie | 20:00–22:10 | Finală |

## Rezultate
Proba a început la ora 20:00.
| Loc | Pereche | Pistă | Nume              | Țară          | Timp     | În plus | Note           |
| --- | ------- | ----- | ----------------- | ------------- | -------- | ------- | -------------- |
| 1   | 5       | E     | Ted-Jan Bloemen   | Canada        | 12:39,77 | —       | Record Olimpic |
| 2   | 4       | I     | Jorrit Bergsma    | Olanda        | 12:41,98 | +2,21   |                |
| 3   | 5       | I     | Nicola Tumolero   | Italia        | 12:54,32 | +14,55  |                |
| 4   | 3       | E     | Lee Seung-hoon    | Coreea de Sud | 12:55,54 | +15,77  |                |
| 5   | 2       | E     | Jordan Belchos    | Canada        | 12:59,51 | +19,74  |                |
| 6   | 6       | E     | Sven Kramer       | Olanda        | 13:01,02 | +21,25  |                |
| 7   | 6       | I     | Patrick Beckert   | Germania      | 13:01,94 | +22,17  |                |
| 8   | 1       | E     | Bart Swings       | Belgia        | 13:03,53 | +23,76  |                |
| 9   | 3       | I     | Moritz Geisreiter | Germania      | 13:06,35 | +26,58  |                |
| 10  | 1       | I     | Ryousuke Tsuchiya | Japonia       | 13:10,31 | +30,54  |                |
| 11  | 2       | I     | Håvard Bøkko      | Norvegia      | 13:17,47 | +37,70  |                |
| 12  | 4       | E     | Davide Ghiotto    | Italia        | 13:27,09 | +47,32  |                |